# Жељезница у Далмацији
Жељезница у Далмацији ради од 1877. године. Главни жељезнички чвор је Книн. Од њега се пруга рачва у 4 правца. Најстарија је пруга према Сплиту и Шибенику. Друга води према Задру. Личка пруга спаја Книн и Далмацију са Загребом и Европом, док Унска пруга води према Босни.

## Историјат
Прва пруга у Далмацији је почела да се гради 1874. године, за вријеме Аустроугарске. Пуштена је у промет 1877. године. Кретала је из Сплита и Шибеника, спајала се код Перковића и преко Дрниша водила до Сиверића. Дионица Шибеник - Сиверић је пуштена у промет 15. маја, а комплетна пруга 4. октобра 1877. године. До Сиверића је изграђена због рудника мрког угља, највећег у Далмацији.
Наставак пруге, од Сиверића до Книна, изграђен је између 1885. и 1888. године.
Године 1901. је започета градња пруге од Сплита до Сиња и планирано је да се преко ње Сплит повеже са Сарајевом. Пуштена је у рад 1903. године. Наставак до Сарајева никад није урађен, а комплетна је размонтирана 1962. године.
Личка пруга је завршена 1925. године. Преко ње је успостављена веза са Загребом. Далмација је тако повезана са европским жељезницама.
У децембру 1948. године, свечано је отворена Унска пруга. Она је кретала од Книна, долином Уне, до Бихаћа у Босни.

## Трасе
Пруга Книн — Задар на свом почетку пролази кроз кањон Крке, а затим скреће према Радучићу, Ивошевцима, Кистањама, Ђеврскама, Бенковцу, Шкабрњи, Сукошану, све до Задра, гдје се и завршава.
Далматинска пруга води од Книна према Сплиту, а код Перковића се одваја траса према Шибенику. Почетни дио пруге пролази кроз Косово поље, са станицом у Звјеринцу. Затим, након Петровог кланца, улази у Петрово поље и пролази његовим западним ободом, кроз Сиверић и Бадањ, гдје су станице. Дрнишка станица се налази у Бадњу. Од града је удаљена 2 км. Поред Кричака је успон преко Мосећа. Након тога пролази кроз Житнић и Унешић, до малог мјеста Перковић, у којем се грана. Траса према Шибенику пролази кроз Врпоље. Главна траса наставља преко Приморског Долца и након превоја између планина Козјак и Опор, полако се спушта према Каштелима, до Сплита. Жељезничка станица Сплит се налази у луци, заједно са аутобусом.